# Fil magnétique

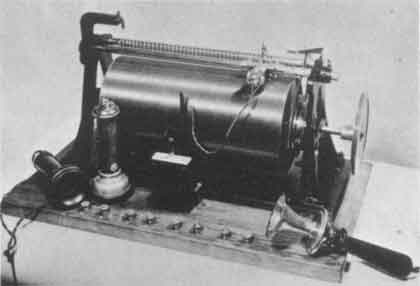
Un télégraphone modèle 1898, premier appareil à employer la technique du fil magnétique.

L'enregistrement sur fil magnétique est une technologie obsolète, employée pour l'enregistrement sonore et sa restitution principalement dans la première moitié du XXe siècle.
Le premier à l'employer est Valdemar Poulsen qui invente en 1898 le télégraphone, présenté à l'Exposition universelle de 1900 à Paris : son fonctionnement est basé sur un fil en acier, magnétisé à l'enregistrement.
Le Télégraphone est un échec commercial mais la technologie du fil magnétique est reprise par les enregistreurs à fil développés et commercialisés peu après et jusqu'au début des années 1950, principalement employés comme dictaphones ou enregistreurs téléphoniques. Ces modèles plus récents utilisent soit un fil d'acier comme le télégraphone, soit un fil en acier inoxydable.
La maîtrise des matières plastiques permet la fabrication de bande magnétique à enduit d'oxyde métallique magnétique à partir de 1935. Le nouveau support est largement supérieur dans de nombreux domaines et connaît une expansion rapide dès avant la Seconde Guerre mondiale chez les professionnels, puis dans les années 1950 chez les particuliers.

## Historique

### Origines: travaux de Poulsen et télégraphone
Après la publication de plusieurs articles connexes, Poulsen essaye de développer un système de phonographe électrolytique, piste déjà explorée sans succès par Charles Cros à la fin des années 1870. Le prototype est un échec et Poulsen se tourne alors vers l'élaboration d'un système basé sur un enregistrement et une lecture électromagnétiques.
En 1898, il arrive à aimanter ponctuellement une lame en acier, ouvrant la voie à la possibilité du marquage d'un signal à enregistrer. Il applique cette technique à un fil d'acier tendu sur lequel il déplace un électroaimant relié à un microphone téléphonique, et réalise que la restitution du son enregistré peut être réalisée en remplaçant le microphone par un écouteur.
Il dépose dans la foulée, en décembre 1898, le brevet d'un système complet d'enregistrement et de restitution qu'il baptise télégraphone. L'année suivante il brevète une machine avec laquelle la durée d'enregistrement est étendue grâce au remplacement du fil magnétique par une bande en acier enroulée sur une bobine, disposant de commandes de marche et d'arrêt automatiques, théorisant ainsi un répondeur téléphonique fonctionnel à bande magnétique, capable d'enregistrer le message d'un correspondant.
Malgré les efforts de leur inventeur pour les promouvoir, notamment lors de l'Exposition universelle de 1900 à Paris où Poulsen enregistre la voix de l'empereur François-Joseph Ier d’Autriche, le télégraphone n'a pas de succès. Henri Bouasse dit du télégraphone dans son Cours de physique : « Devant de telles inventions, on ne sait ce qu'il faut admirer le plus : leur extrême ingéniosité ou leur parfaite inutilité. »

### Machines à fil magnétique ultérieures

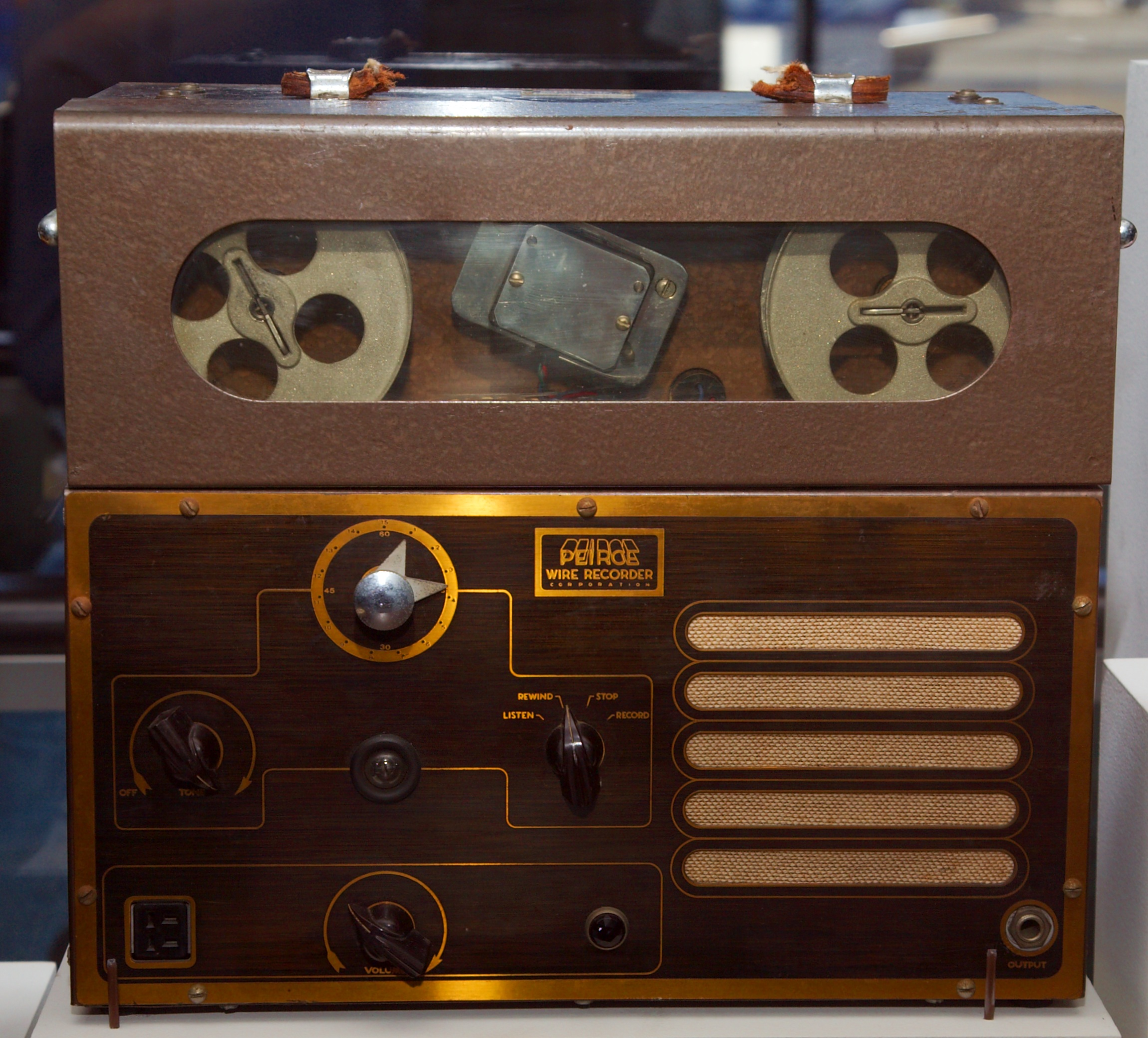
Un dictaphone à fil magnétique Peirce 55-B de 1945.

Après l'invention du télégraphone de Poulsen, des machines similaires, destinées à l'enregistrement téléphonique et à la dictée (dictaphones) sont fabriquées et distribuées par de multiples sociétés, principalement l'American Telegraphone Company, durant les années 1920 et 1930, mais leur utilisation reste très limitée. Les dictaphones concurrents et les enregistreurs Ediphone, qui utilisent toujours un système mécanique à cylindre phonographique en cire, restent la norme à cette époque.
L'enregistrement sur fil magnétique connaît son apogée approximativement entre 1946 et 1954, à la suite de nombreuses améliorations techniques et du développement de machines peu coûteuses à produire, dont la Brush Development Company de Cleveland, dans l'Ohio, et l'Armour Research Foundation assurent la vente de licences à l'international. L'Armour Institute of Technology devient ultérieurement l'IIT Research Institute de l'Illinois Institute of Technology. Les deux sociétés distribuent des licences à des dizaines de fabricants aux États-Unis, en Europe et au Japon comme Wilcox-Gay, Pierce, Webcor et Air King. Le décollage des ventes incite Sears à produire son propre modèle et des auteurs se lancent dans l'écriture de manuels techniques spécialisés,.
Ces enregistreurs à fil magnétique ne sont pas uniquement destinés au monde professionnel mais sont aussi vendus comme appareils récréatifs domestiques, offrant de nombreux avantages sur les enregistreurs concurrents basés sur des disques en acétate, de plus en plus utilisés pour créer de courts enregistrements familiaux ou enregistrer des émissions de radio. Contrairement au disque, non réutilisable, le fil magnétique peut être effacé et réemployé, et offre de plus une capacité d'enregistrement bien plus longue que les quelques minutes d'un disque en acétate.
Les tout premiers magnétophones à bande magnétique, commercialisés à partir de 1948 aux États-Unis, sont d'abord trop chers, trop encombrants, lourds et complexes pour concurrencer les enregistreurs à fil auprès du grand public. Néanmoins la situation change durant la décennie suivante, alors qu'apparaissent des magnétophones plus abordables, simples et compacts, aptes à satisfaire la demande tant des professionnels que des particuliers. Leur essor signe la fin des enregistreurs à fil magnétique dans l'immense majorité des applications.
L'enregistrement sur fil magnétique connaît néanmoins deux applications particulières qui assurent un temps sa survie. D'une part, sa compacité extrême permet de créer des enregistreurs miniaturisés très discrets comme le Minifon de Protona, commercialisé dans les années 1960. D'autre part, la grande résistance du fil d'acier comparativement aux bandes magnétiques fait qu'il est utilisé dans les enregistreurs de vol à partir du début des années 1940 et jusque dans les années 1950, puis dans d'autres enregistreurs nécessitant les mêmes qualités de résistance et de compacité comme des enregistreurs de données destinés aux premiers satellites jusqu'à une date indéterminée.

## Principe de fonctionnement
Sur le télégraphone originel de Poulsen, ainsi que les tout premiers enregistreurs basés sur le même principe, les pôles de la tête de lecture et d'enregistrement est placée de part et d'autre du fil magnétique. Il est ainsi magnétisé transversalement par rapport à son sens défilement. Cette méthode est toutefois entachée d'un défaut mécanique : si le fil se tord pendant son défilement, l'angle des têtes par rapport au fil peut se décaler au point de ne plus pouvoir en tirer de signal audible.
La solution, sur les modèles ultérieurs, a consisté à placer les deux pôles du même côté du fil, pour une magnétisation longitudinale. De plus les pôles ont été réusinés en forme de V, afin que le fil passe partiellement « dans » la tête de lecture et d'enregistrement, au lieu de simplement défiler parallèlement à elle. Cela a pour effet d'améliorer la sensibilité de la tête aussi bien à l'enregistrement — par une magnétisation plus puissante — qu'à la lecture, la tête étant soumise à un flux magnétique plus important de la part du fil. Ce système ne résout pas totalement le problème de torsion mais le réduit sensiblement.

### Caractéristiques des médias compatibles
Comparativement aux magnétophones à bande magnétique, les lecteurs-enregistreurs à fil magnétique ont une vitesse de défilement nettement supérieure, rendue nécessaire par l'emploi d'un média en acier constitué d'un seul fil. La vitesse de défilement nominale des enregistreurs postérieurs à la Seconde Guerre mondiale est de 610 mm/s, ce qui fait qu'une bobine de fil magnétique d'une capacité d'une heure mesure environ 2 200 m. Cette longueur impressionnante tient néanmoins dans une bobine de moins de 76 mm de diamètre, du fait de l'extrême finesse du fil d'acier : 0,10 mm à 0,15 mm pour les derniers modèles vendus, à comparer au média de 0,25 mm utilisé sur le premier télégraphone de Poulsen en 1898.